# Cal Salvadoret
Cal Salvadoret és una casa d'Ivorra (Segarra) inclosa en l'Inventari del Patrimoni Arquitectònic de Catalunya.

## Descripció
Habitatge exempt de planta rectangular, realitzat amb carreus de pedra regulars de mitjanes dimensions de pedra calcària, exceptuant els extrems de l'edifici i algunes de les obertures que estan realitzats amb carreus regulars de majors dimensions de pedra sorrenca, cobert a una sola vessant i estructurat amb planta baixa, primer pis i golfes.

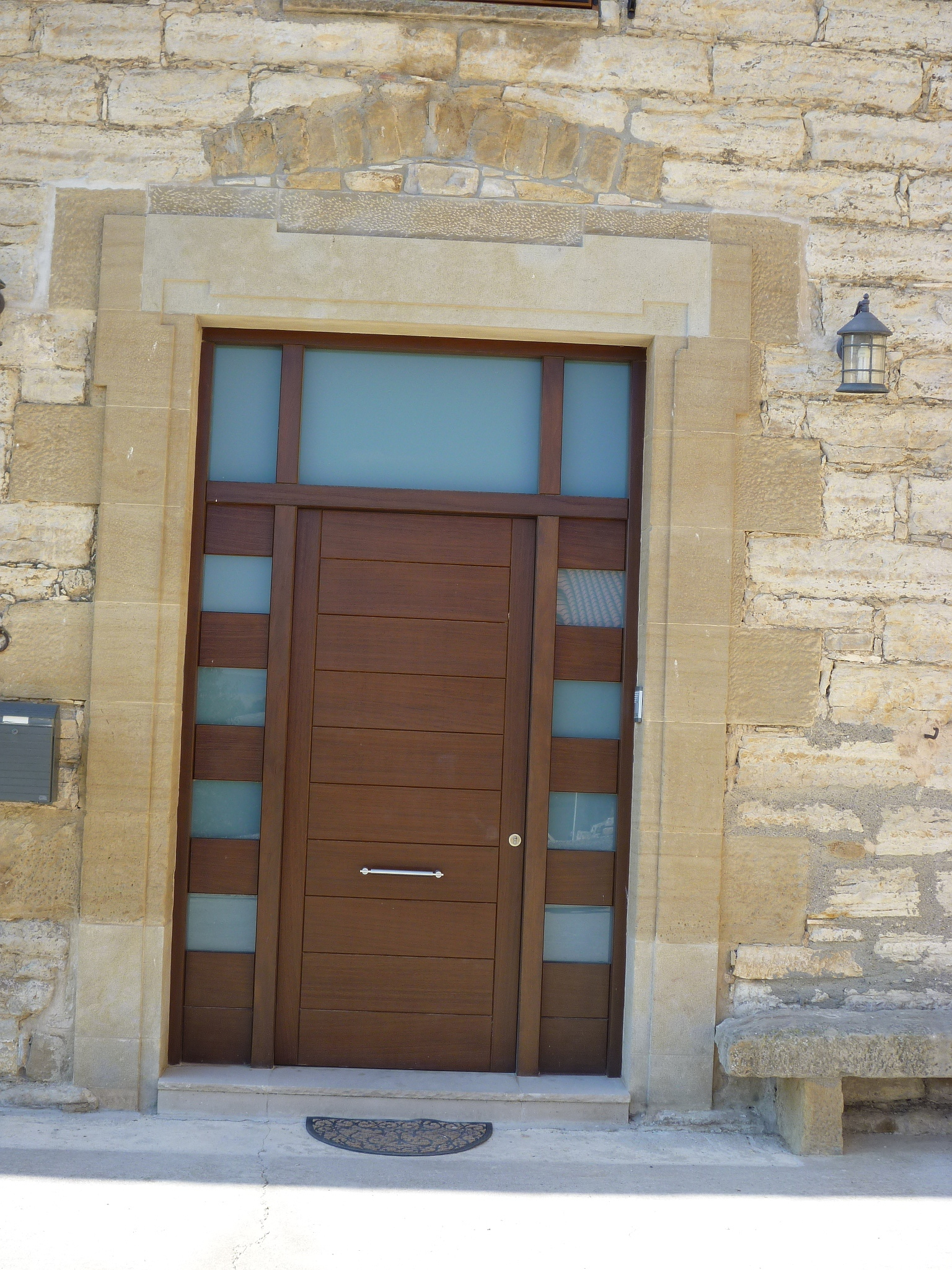
Porta d'accés

A la planta baixa de la façana principal trobem la porta d'accés amb llinda superior i brancals motllurats realitzats amb carreus de grans dimensions de pedra sorrenca, amb la presència d'un arc de descàrrega a la part superior, acompanyada a la seva esquerra per dues obertures de petites dimensions realitzades també amb pedra sorrenca.
Al primer pis trobem diferents tipus d'obertures, a la dreta apareix una finestra de les mateixes característiques que les situades a la planta baixa, possiblement contemporànies a la construcció de l'edifici, mentre que damunt de la porta d'accés trobem una obertura de mitjanes dimensions amb llinda superior, acompanyada per quatre obertures més al costat esquerre de les mateixes característiques, agrupades de dos en dos, on una és de menors dimensions, obertures posteriors a la construcció de l'edifici.
A les golfes apareixen quatre obertures de petites dimensions, algunes d'elles tapiades i també obertes posteriorment.
A la façana lateral destaquen dues obertures a la planta baixa de les mateixes característiques que les situades a la façana principal, amb la presència d'un balcó amb llinda superior i una finestra tapiada al primer pis, i a les golfes dos obertures, una de mitjanes dimensions amb llinda superior i l'altra de menors dimensions.
A la façana posterior, a la planta baixa es troba la porta d'accés situada a la dreta amb llinda superior i brancals realitzats amb pedra sorrenca, flanquejada per quatre obertures realitzades amb pedra sorrenca i motllurades.
Al primer pis i les golfes encara es pot observar les restes del que hauria estat una doble galeria de cinc arcs, actualment tapiats o bé reaprofitats com a obertures.

## Història
L'edifici fou bastit originàriament per a ser una fàbrica tèxtil, per això se'l coneix també com "la Fàbrica".